# Anglické metropolitní distrikty
Metropolitní distrikty jsou jednou z úrovní anglické samosprávy, zahrnující oblasti v metropolitních hrabstvích. Byly vytvořeny zákonem o místní samosprávě z roku 1972 a jejich platnost se datuje od 1. dubna 1974. Pokrývají šest největších městských aglomerací mimo Londýn. Tyto distrikty nahradily původní distrikty hrabství, municipální, městské a venkovské distrikty.
Původně byly součástí dvoustupňové struktury samosprávy a mezi radami distriktů a nadřízených metropolitních hrabství existovalo rozdělení pravomocí nad správou jednotlivých oblastí veřejného života. Od roku 1986 kdy byly zrušeny rady nadřazených metropolitních hrabství, jsou tyto distrikty samostatnými správními celky. Některé činnosti byly přeneseny na rady jednotlivých distriktů, zatímco jiné, i když patří do jejich pravomocí, jsou zabezpečovány společnými organizacemi na území hrabství.
Současné (36) metropolitní distrikty:
| Metropolitní hrabství | Metropolitní distrikty                                                                    |
| --------------------- | ----------------------------------------------------------------------------------------- |
| Velký Manchester      | Manchester, Salford, Bolton, Bury, Oldham, Rochdale, Stockport, Tameside, Trafford, Wigan |
| Merseyside            | Liverpool, Knowsley, Sefton, St Helens, Wirral                                            |
| South Yorkshire       | Sheffield, Barnsley, Doncaster, Rotherham                                                 |
| Tyne and Wear         | Newcastle upon Tyne, Sunderland, Gateshead, South Tyneside, North Tyneside                |
| West Midlands         | Birmingham, Coventry, Wolverhampton, Dudley, Sandwell, Solihull, Walsall                  |
| West Yorkshire        | Leeds, Bradford, Wakefield, Calderdale, Kirklees                                          |

V oblasti Londýna existovalo 28 metropolitních distriktů v letech 1900 až 1965. Byly součástí hrabství Londýn. Roku 1965 bylo toto hrabství zrušeno a byl vytvořen mnohem větší správní celek Velký Londýn, který byl rozdělen na 32 městských obvody, které v současnosti tvoří jednu úroveň dvoustupňové struktury místní samosprávy v oblasti Londýna (obdoba původního postavení metropolitních distriktů do zrušení rad hrabství).